# El Rosal (Caracas)
El Rosal es una urbanización y un sector del centro geográfico de Caracas, Venezuela. Está ubicado en el municipio Chacao del estado Miranda. Es una importante zona financiera con un pequeño sector residencial. Posee una superficie estimada en 50,9 hectáreas (0,50 kilómetros cuadrados)

## Características
Limita al norte con las urbanizaciones: Sans Souci, El Bosque, Caracas Country Club, Campo Alegre, Población Chacao (Pueblo de Chacao) del Municipio Chacao; al sur con la urbanización Las Mercedes del Municipio Baruta; al este con la urbanización El Retiro del Municipio Chacao y al oeste con la urbanización Bello Monte del Municipio Libertador.
La concentración del sector financiero se inició en la década de los noventa cuando se establecieron las sedes principales de la Asociación Bancaria de Venezuela, el Consejo Bancario Nacional y la Bolsa de Valores de Caracas. Luego se instalarían progresivamente las oficinas principales del Banco Nacional de Crédito, Banco Canarias, Banco Federal, Banco Occidental de Descuento, Inverunión, Standford Bank (Venezuela), BFC, Banco del Tesoro, Banco Confederado, Bicentenario Banco Universal, Helm Bank, Interbank Seguros, BFC Casa de Bolsa, Banco de las Fuerzas Armadas; además de Bancaribe y Banesco Seguros que compraron dos de las tres torres del Centro Galipán. También se encuentran dos torres de Banesco: el Centro Financiero y la Torre Banesco 2. Se encuentran las oficinas principales de algunas casas de bolsa y de cambio, y del Banco Interamericano de Desarrollo.
Hay dos centros comerciales-empresariales: Centro Lido y Centro Galipán; numerosos hoteles en el área, destacándose los de categoría 4 y 5 estrellas: JW Marriott Hotel Caracas, Hotel Centro Lido y The Hotel. Las multinacionales 3M y Bayer tienen sus operaciones centrales en El Rosal. Se encuentran las embajadas de Dinamarca, Finlandia, Italia, México, Sudáfrica y Noruega. También se encuentra en este sector el Consulado General de Chile.
Cabe destacar que en este sector funcionó el primer restaurante de la cadena McDonald's de Venezuela, el cual estuvo en operaciones entre el 31 de agosto de 1985 y el 28 de febrero de 2013.
Por todo lo anterior, El Rosal es categorizada como la Zona de mayor prestigio empresarial y residencial de la Ciudad de Caracas, considerando el precio por metro cuadrado como el de mayor valor en Venezuela.